# Gennadiy Belkov
Gennadiy Belkov, né le 24 juin 1955 à Samara, Russie, est un athlète ouzbek, concourant pour l'Union soviétique, spécialiste du saut en hauteur.
Son record est de 2,32 m, actuel record national, réalisé à Tachkent le 29 mai 1982.